# Rhododendron brevipes
Rhododendron brevipes är en ljungväxtart som beskrevs av Herman Otto Sleumer. Rhododendron brevipes ingår i släktet rododendron, och familjen ljungväxter. Inga underarter finns listade i Catalogue of Life.